# サブスタンス (映画)
『サブスタンス』（原題：The Substance）は、2024年のSFホラースリラー映画である。コラリー・ファルジャが監督、脚本、編集、製作を手掛けた。年齢を理由に仕事を失った、かつて一世を風靡したスターをデミ・ムーアが演じ、クローン技術に手を出した彼女が、美と若さに固執して破滅してゆく様を描く。R15+指定、上映時間142分。
本作は複数の映画賞に選出されており、第77回カンヌ国際映画祭ではファルジャが脚本賞、第82回ゴールデングローブ賞ではムーアが主演女優賞（ミュージカル・コメディ部門）、第97回アカデミー賞ではメイクアップ&ヘアスタイリング賞を受賞している。

## ストーリー
今や見る影もないハリウッド映画スターのエリザベス・スパークルは50歳の誕生日に、長年のレギュラーであったエアロビクス番組から、テレビプロデューサーのハーヴェイによって突然降板させられた。錯乱状態のエリザベスは自分の看板が撤去されるのに気を取られ、交通事故を引き起こす。幸い軽傷であったものの意気消沈するエリザベスに、男性看護師が密かに「サブスタンス」という名の違法薬品を宣伝するUSBメモリを渡す。それは若さと美しさ、より完璧な自分を得られると謳うものであった。一度はUSBをゴミ箱に捨てるが、好奇心に駆られたエリザベスはUSBに記された番号に電話するのだった。
電話で指定された廃ビルにて「サブスタンス」を持ち帰り、説明書通りに薬品を注射するとエリザベスの背が裂けて、スーという若い女性が現れた。若さと美貌、エリザベスとしての知識を備えたスーはエリザベスの上位互換的な存在となる。スーはやがて名声を得て、ハーヴェイから大晦日番組の司会に抜擢される。スーは名声によって、快楽的な生活を過ごす中でエリザベスは自信を持ち始めたが、引きこもるようになる。
エリザベスとスーは1週間毎に身体を交換しなければならず、老化を防ぐためにエリザベスの脊椎から抽出された安定液を注射し続けなればならなかった。
エリザベスとスーは互いに別々の人間として見るようになり、軽蔑し始める。スーはエリザベスの自己嫌悪と過食生活を毛嫌いするようになり、1週間毎の身体の交換を拒むようになる。
3ヶ月後、大晦日番組前日にスーは安定液が供給できなくなった。一時の快楽のためにエリザベスから安定液を過剰に抽出した為である。スーはサブスタンスの業者に連絡したが、安定液を補充するためにエリザベスの身体が必要であると伝えた。エリザベスに戻ったものの、その姿は猫背の老婆と化していた。スーの暴走を抑えようと分身であるスーを死滅するための血清を注射しようとしたが、若さを保つために再びエリザベスはスーを目覚めさせた。自身を殺害しようとしたことを知り激昂したスーはエリザベスを撲殺してしまう。
エリザベスを失ったスーの身体は衰弱していく。錯乱状態に陥ったスーは更に優れた肉体を得ようと残っていたサブスタンスを注入した結果、スーの肉体に無数の臓器やエリザベスの顔が貼り付いた怪物「モンストロ・エリサスー」に変貌する。エリザベスのポスターから切り取ったマスクを被ったエリサスーは大晦日番組のスタジオにやって来たが、彼女の姿を見た観客達はその醜さに絶句し、混乱し始める。スタジオの関係者がエリサスーの頭部を切断したが、さらに頭部は変異を続け、片腕が取れて、スタジオ一帯を血飛沫で染めた。
エリサスーはスタジオから飛び出すが、止まらない細胞変化に肉体が耐えきれずに破裂していき、路肩で倒れ肉体が完全に崩壊。崩れ落ちた肉片から浮き出たエリザベスの顔がハリウッド・ウォーク・オブ・フェームの自分の名前が埋め込まれた星の上に這い上がった。エリザベスの顔は周囲の観衆から称賛を受ける幻覚に微笑みながら血痕と化し完全に事切れた。翌日、エリザベスの血痕は床洗浄機で払拭された。

## キャスト
- エリザベス・スパークル / モンストロ・エリサスー：デミ・ムーア
- スー：マーガレット・クアリー
- ハーヴェイ：デニス・クエイド
- フレッド：エドワード・ハミルトン＝クラーク
- オリバー：ゴア・エイブラムス
- トロイ：オスカー・ルサージュ
- ダイナーの男：クリスチャン・エリクソン（英語版）
- 男性看護師：ロビン・グリア
- 医師：トム・モートン
- ディエゴ：ウーゴ・ディエゴ・ガルシア（英語版）
- サブスタンス：ヤン・ビーン（声の出演）

## 製作
2022年1月、ワーキングタイトルフィルムズが製作し、ユニバーサルピクチャーズが配給元の映画にデミ・ムーアとマーガレット・クアリーが主演を務め、コラリー・ファルジャが監督を務めることが発表された。同年2月にレイ・リオッタがハーヴェイ役で出演予定だったが、5月にリオッタが死去したため、デニス・クエイドがハーヴェイ役を務めることになった。
撮影は2022年5月9日から10月まで、計108日間で行われた。